# Itoria
Itoria (en griego, Ἰθωρία) es el nombre de una antigua ciudad griega de Etolia.
Era una importante plaza estratégica que fue destruida por Filipo V de Macedonia en el año 219 a. C. durante su campaña contra los etolios. Sus defensores habían huido cuando vieron que las tropas macedonias se aproximaban. Por el relato de Polibio sobre este evento histórico se sabe que estaba cerca de Conope.
Sus restos han sido identificados con los de una colina próxima al pueblo de Agios Ilias, cerca de la parte septentrional del golfo de Etolia. En esa colina y en lugares próximos a ella han sido encontrados restos del periodo helenístico, pero también de la Edad del Bronce, entre los que se encuentran varios enterramientos con ajuar funerario del periodo micénico. Por ello se ha sugerido que Itoria fue construida sobre otro asentamiento que podría ser Óleno, una ciudad citada por Homero.